# 河北師範大学

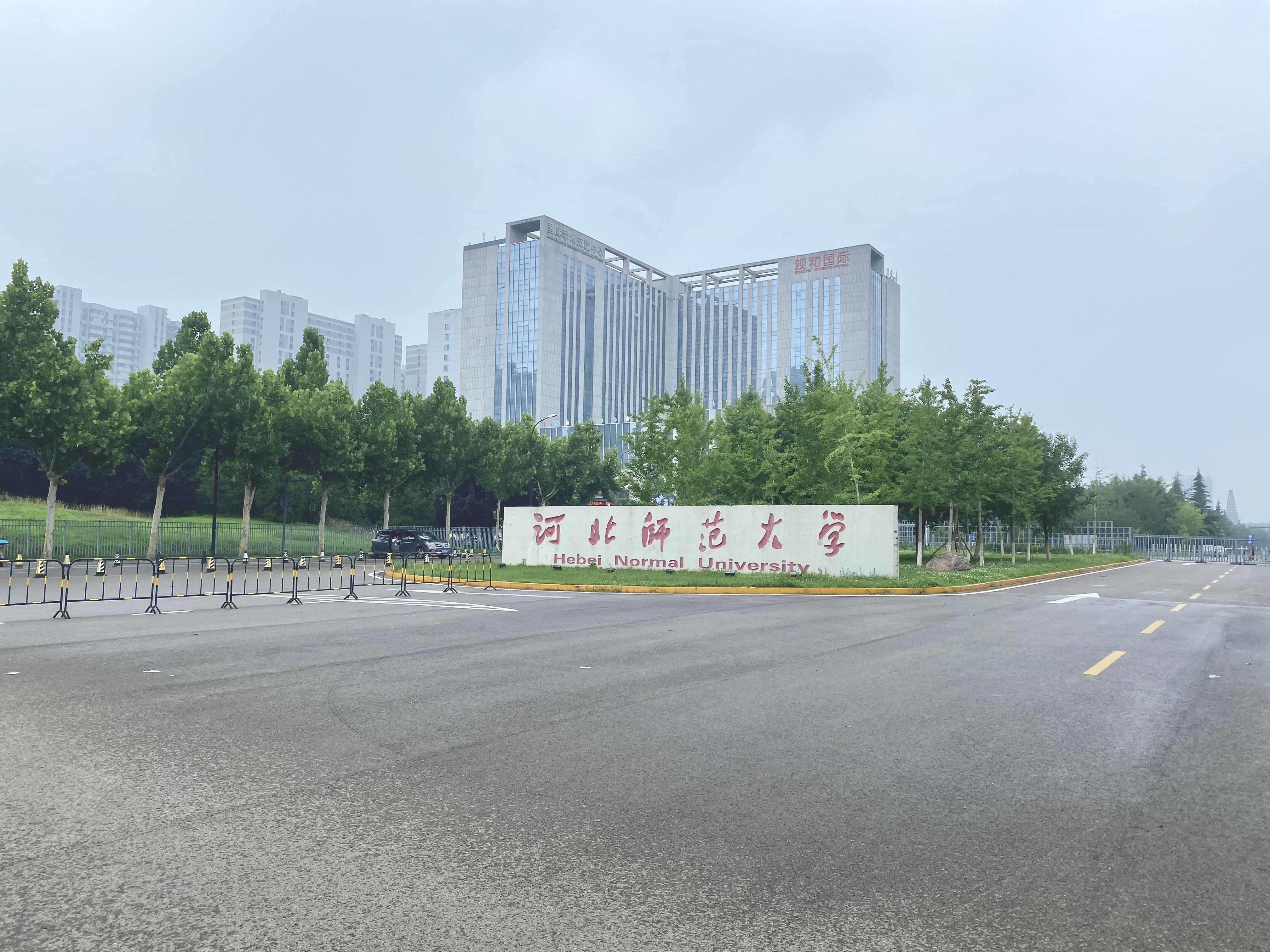
本キャンパス東門

河北師範大学（かほくしはんだいがく、Hebei Normal University）は、中国河北省石家荘市に位置する国立の教育大学である。

## 沿革
- 1902年 - 順天府学堂として創立
- 1907年 - 順天高等学堂
- 1913年 - 京兆公立第一中学
- 1925年 - 京兆高級中学
- 1928年 - 河北省立第十七中学
- 1933年 - 河北省立北平高級中学
- 1940年 - 北京市立高級中学
- 1945年 - 河北省立北平高級中学
- 1949年 - 河北北京高級中学
- 1951年 - 河北師範専科学校
- 1956年 - 河北北京師範学院
- 1969年 - 河北師範学院（宣化）
- 1978年 - 河北師範学院（石家荘）
- 1996年 - 河北師範大学（四校合並）

## 組織
匯華学院、法政学院、外国語学院、新聞伝播学院、生命科学学院、教育科学学院、音楽学院、商学院、資源環境科学学院、文学学院、美術学院、物理科学信息工程学院、体育学院、信息技術学院、歴史文化学院、芸術設計学院、公共管理学院、職業技術学院、化学材料科学学院、数学信息学院

## 出身人物
- 姫賡（万能青年旅店・作詞、ベース）